# Christopher Cazenove
Christopher de Lerisson Cazenove, född 17 december 1943 i  Winchester i Hampshire, död 7 april 2010 i London, var en brittisk skådespelare. Cazenove spelade ofta brittiska aristokrater och är bland annat känd från The Duchess of Duke Street, Dynastin och Tre män och en liten tjej.  
Cazenove var gift med skådespelaren Angharad Rees åren 1973–1994. De fick två söner, Linford James (1974–1999) och Rhys William (f. 1976). Från 2003 fram till sin död levde Cazenove tillsammans med Isabel Davis.

## Filmografi i urval
- 1970 – Julius Caesar
- 1970 – En flicka på gaffeln
- 1972–1973 – The Regiment (TV-serie)
- 1975 – Royal Flash
- 1976–1977 – The Duchess of Duke Street (TV-serie)
- 1981 – Nålens öga
- 1983 – Hetta
- 1985 – Jenny's War (TV-serie)
- 1986–1987 – Dynastin (TV-serie)
- 1989 – Souvenir
- 1990 – Tre män och en liten tjej
- 1996 – Kontraktet
- 2001 – En riddares historia
- 2004 – La Femme Musketeer
- 2009 – Hotel Babylon (TV-serie)